# Addams Family Reunion
Addams Family Reunion is een Amerikaanse zwarte komediefilm uit 1998. Het is de derde film gebaseerd op The Addams Family. De film werd uitgebracht als direct-naar-video.
De film werd geregisseerd door Dave Payne. Hoofdrollen werden vertolkt door Daryl Hannah, Tim Curry, Ed Begley jr. en Ray Walston.

## Verhaal
Gomez ontdekt dat zijn grootouders de "Ziekte van Waltzhiemer" hebben ontwikkeld. Wetend dat zijn familie enorm is besluit Gomez een grootse reünie te houden in de hoop bij een van zijn onbekende familieleden een genezing te vinden voor de ziekte.
Gomez vraagt een gespecialiseerd bedrijf om zijn familieleden wereldwijd op te sporen en te informeren over de reünie. Het bedrijf spelt echter de achternaam verkeerd (als Adams met een enkele “d” in plaats van Addams met een dubbele “d”). Hierdoor krijgen de Addamses de verkeerde familie over de vloer. Een van deze familieleden is dr. Philip Adams, een kwaadaardige geleerde die zijn vader wil vergiftigen om diens fortuin in te pikken. Gomez weet echter niet beter dan dat Philip familie van hem is, en hoopt dat Philip met een genezing voor Gomez’ grootouders zal komen. Ondertussen hebben Fester en Thing het te stellen met een gemuteerde puppy genaamd Butcher, en wordt Pugsley verliefd op een meisje genaamd Gina.

## Rolverdeling
| Acteur           | Personage        | Opmerking |
| ---------------- | ---------------- | --------- |
| Tim Curry        | Gomez Addams     |           |
| Daryl Hannah     | Morticia Addams  |           |
| Jerry Messing    | Pugsley Addams   |           |
| Nicole Fugere    | Wednesday Addams |           |
| Pat Thomas       | Fester Addams    |           |
| Estelle Harris   | Oma Addams       |           |
| Carel Struycken  | Lurch            |           |
| Christopher Hart | Thing            | Hand      |
| Phil Fondacaro   | Neef Itt         |           |
| Ed Begley jr.    | Dr. Philip Adams |           |
| Alice Ghostley   | Oma Frump        |           |
| Kevin McCarthy   | Opa Addams       |           |
| Haylie Duff      | Gina Adams       |           |

## Achtergrond
Veel acteurs uit de vorige twee films deden niet meer mee in deze film. Raul Julia was overleden, Anjelica Huston en Christopher Lloyd voelden niets voor nog een film, en Christina Ricci en Jimmy Workman waren inmiddels 18, en derhalve te oud om de twee kinderen te spelen. Alleen Carel Struycken en Christopher Hart deden ook in deze film mee.
Sommige fans waren van mening dat de film vele van de macabere humor uit de vorige films miste. In plaats daarvan was de humor meer zoals in de originele televisieserie. Dit werd onder andere gedaan om de film bij een groter publiek aan te laten sluiten.
In de film komt Pubert Addams, het derde kind van Morticia en Gomez die in de vorige film werd geboren, niet voor. Sommige fans zijn van mening dat deze film zich dan ook tussen de eerste en tweede film afspeelt.
De film diende min of meer als pilot voor de serie The New Addams Family. Nicole Fugere vertolkte ook in die serie de rol van Wednesday Addams.

## Prijzen/nominaties
“Addams Family Reunion” won in 1999 de Young Artists Award voor “Beste optreden in een televisiefilm/pilot/mini-serie of serie” in de categorie “jonge vrouwelijke bijrol” (Haylie Duff). Dit was tevens de enige prijs waar de film voor werd genomineerd.

## Trivia
- In deze film werd meer bekend over Lurch’ familiegeschiedenis. Volgens Gomez is Lurch slechts gedeeltelijk een Addams. Hij is ook deels Morcowski, deel Coen, deels Vergasso, deels Murtagh, en deels Torrence. Dit slaat duidelijk op het feit dat Lurch een soort monter van Frankenstein is dat uit meerdere lichaamsdelen bestaat.
- De scène waarin Lurch een vrouw uit het zwembad haalt is een parodie op Frankenstein.
- Net als de vorige twee films bevatte deze film een dansnummer. Gomez en Morticia dansen een mambo